# And Hell Will Follow Me
And Hell Will Follow Me è il primo album in studio del gruppo musicale statunitense A Pale Horse Named Death, pubblicato nel 2011.

## Tracce
1. And Hell Will Follow Me – 0:57
2. As Black as My Heart – 4:32
3. To Die in Your Arms – 3:36
4. Heroin Train – 3:10
5. Devil in the Closet – 3:42
6. Cracks in the Walls – 5:40
7. Bad Dream – 2:06
8. Bath in My Blood (Schizophrenia in Me) – 2:25
9. Pill Head – 5:38
10. Meet the Wolf – 5:27
11. Serial Killer – 4:38
12. When Crows Descend upon You – 4:11
13. Die Alone – 7:35

## Formazione
- Sal Abruscato - voce, chitarra, batteria
- Matt Brown - chitarra, basso

### Ospiti
- Bobby Hambel - chitarra solista (nei brani 4, 5 e 6);
- Keith Caputo - voce (nei brani 2, 4, 9, 12)
- Ulrich Krieger - sassofono (nel brano 13)